# Jean François van Royen
Jean François van Royen, ook bekend onder de naam Jean François van Roijen (Arnhem, 27 juni 1878 – Kamp Amersfoort, Leusden, 10 juni 1942) was een Nederlandse drukker, typograaf en algemeen secretaris van het hoofdbestuur van de PTT.

## Familie
Van Royen, lid van de familie Van Royen, was een zoon van majoor Jan Barend Hendrik van Royen (1830-1906) en Louisa Aletta Bijleveld (1833-1915), kleindochter van de Nijmeegse burgemeester mr. François Pierre Bijleveld (1797-1878). Hij werd vernoemd naar zijn ongetrouwde (peet)oom en rijksarchivaris mr. Jean François Bijleveld (1837-1905), met wie hij in zijn latere jeugd ook reizen maakte door Europa. Hij was een broer van minister van Oorlog en Marine Louis Anne van Royen (1865-1946). Hij trouwde in 1905 met Augusta Frederica Albrechtina Saltet (1879-1965), telg uit het geslacht Saltet, met wie hij drie kinderen kreeg. De oudste dochter Augusta Louisa Wilhelmina van Royen (1906-2006) trouwde met prof. dr. Iohan Quirijn van Regteren Altena (1899-1980).

## Studies
Na het behalen van zijn gymnasiumdiploma in Den Haag begon hij zijn studie rechten aan de universiteit van Leiden in 1903. Na zijn kandidaatsexamen vervolgde hij die studie in Leipzig om uiteindelijk in 1903 weer te Leiden te promoveren op stellingen.

## Loopbaan bij de PTT
Op 16 mei 1904 trad Van Royen in dienst van de PTT bij het hoofdbestuur. In 1920 werd hij met terugwerkende kracht tot 1 januari 1918 benoemd tot algemeen secretaris van dat bestuur en zorgde er van dan af voor dat bij alle afdelingen de vormgeving een belangrijke plaats ging innemen. Hij trok ontwerpers aan voor de inrichting van het gebouw, maar ook voor brievenbussen en postauto's. Maar, in lijn met zijn privédrukkersactiviteiten, had het laten ontwerpen van postzegels en het PTT-drukwerk toch vooral zijn interesse.

## Oorlogsjaren
Van Royen bleef gewoon doorwerken tijdens de oorlogsjaren bij de PTT. Maar hij zette zich daarnaast ook maatschappelijk in. Om te voorkomen dat er een Duitsgezinde kunstenaarsorganisatie zou komen, werd de Nederlandse Organisatie van Kunstenaars (NOK) opgericht waarvan hij de voorzitter werd. Na de invoering van de Kultuurkamer werd het NOK echter door de bezetter in 1942 weer opgeheven. Juist nadat hij zijn drukkerswerk aan Boutens' In den keerkring had voltooid, werd hij op 1 maart 1942 door de bezetter opgepakt; hij werd er van verdacht oppositie te hebben geïnitieerd tegen de Kultuurkamer, hetgeen niet het geval was. Niettemin belandde hij in het Kamp Amersfoort. Hij verbleef daar tegelijkertijd met musicoloog Karel Philippus Bernet Kempers. Deze laatste heeft over Van Royens tijd in het kamp geschreven. Hij gold er, ook onder de bewakers en Duitsers, als een man voor wie men respect had, en hij werd dan ook nooit mishandeld. Wel zag Kempers hoe Van Royen verzwakte; zij lagen op een gegeven moment in de ziekenboeg naast elkaar. Van Royen vertelde Kempers over zijn werk als drukker, maar ook over de dichters die hij bewonderde, zoals Boutens, en uit wiens werk hij reciteerde, net als over de muziek die hem boeide, zoals Bruckner. Toen Kempers op de zaal met dysenteriepatiënten kwam te liggen, kwam Van Royen iedere dag even langs om te informeren hoe het de patiënt ging. Toen Kempers weer hersteld was, hoorde hij dat Van Royen enkele dagen ervoor was overleden. Uiteindelijk was (voor beiden) besloten tot vrijlating, maar dat bleek voor Van Royen te laat: op 10 juni 1942 was hij van uitputting gestorven, precies de dag dat hij zou worden vrijgelaten.

## Typograaf-uitgever-drukker
Al voordat Van Royen zelf drukker werd, had hij typografische adviezen gegeven over verschillende uitgaven. Het was bekend dat hij zich had beziggehouden met de vormgeving van het proefschrift van Henri Marcella in 1913: Algemeene bepalingen van wetgeving voor Nederlandsch-Indië. Daarnaast verzorgde hij onder andere de vormgeving van twee boeken van de Vereeniging Joan Blaeu. In 2020 werd bekend, dankzij de Groningse antiquaar Nick ter Wal en boekhistoricus Paul van Capelleveen, dat het niet bij de bemoeienis met de al bekende werken was gebleven. Toen werd duidelijk dat hij de vormgeving had verzorgd van Plutarchus' Leven van Philopoimen, een editie bezorgd door Louise Henriette Greve (1877-1916), die als eerbetoon aan zijn echtgenote in 1918 door haar weduwnaar Wilm Johan Marius Benschop (1873-1963) werd uitgegeven in een kleine oplage van vijftig exemplaren, bestemd voor vrienden en familie van de overledene en hem. Benschop was al voor 1904 tot 1924 werkzaam bij de PTT waar Van Royen zijn superieur was. Zij had bij haar overlijden de vertaling nog niet voltooid en hij maakte die af, mede op basis van nog door haar gemaakte aantekeningen. De overeenkomsten tussen de vormgeving door Van Royen van het proefschrift, en nog meer deze uitgave van Plutarchus en zijn edities vanaf 1913 voor De Zilverdistel zijn frappant.

### De Zilverdistel (1913-1919)

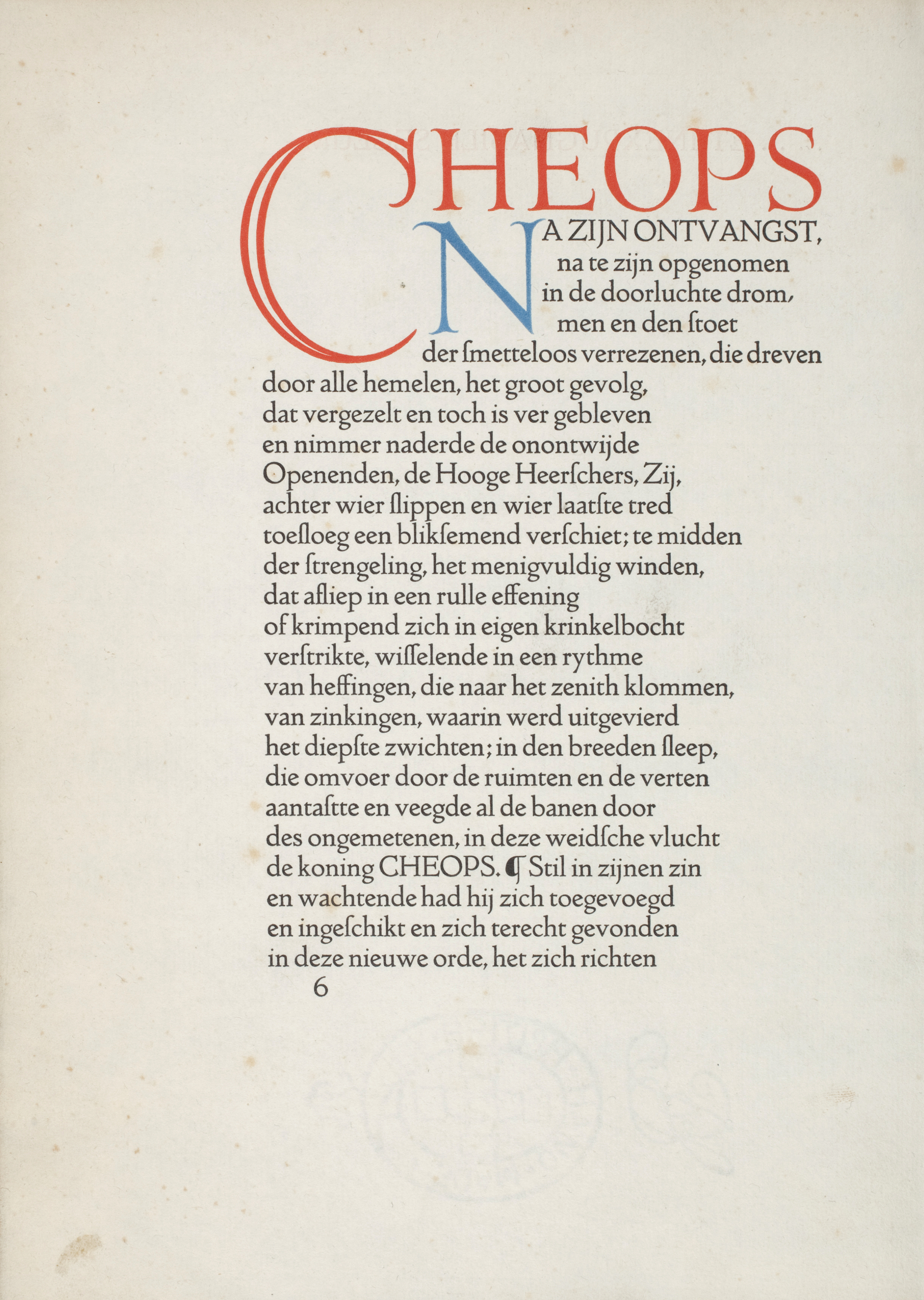
Eerste pagina van Cheops (1916)

In 1913 werd Van Royen betrokken bij de eerste Nederlandse private press: De Zilverdistel. Deze uitgeverij liet uitgaven drukken bij commerciële drukkerijen, maar naar aanwijzingen van de uitgevers. De eerste uitgave waar Van Royen bij betrokken was, was het in 1913 bij de firma Enschedé gedrukte Een abel spel van Lanseloet van Denemerken. In 1915 beschikte Van Royen echter over zijn eigen handpers en in dat jaar verscheen ook de eerste echte handdrukuitgave: een catalogus van de uitgaven van De Zilverdistel, acht pagina's ingenaaid in een omslag; deze catalogus wordt beschouwd als de eerste bibliofiele Nederlandse handpersdruk. Een jaar later pas verscheen de eerste echte handpersuitgave: Over boekkunst en de Zilverdistel die mede door Van Royen was geschreven. Daarna zou Van Royen tot 1919 nog vijf uitgaven voor De Zilverdistel op zijn handpers drukken. Zonder zijn compagnon in te lichten, begon hij vervolgens zijn eigen Kunera Pers en hield De Zilverdistel op te bestaan.
In De Amsterdammer ontstond in juni-juli 1914 na de eerste uitgaven waaraan Van Royen meewerkte een felle polemiek tussen de typografen Jan van Krimpen en S.H. de Roos of die nu wel al of niet typografisch goed en mooi konden worden geacht. Dit gebeurde naar aanleiding van een anoniem, lovend artikel in de Nieuwe Rotterdamsche Courant van 30 december 1913. Cees van Dijk (1925-2019) weet deze onenigheid tussen beide typografen aan de niet aflatende rivaliteit tussen hen tweeën en hun beider werkgevers, de twee concurrenten van de Amsterdamse Lettergieterij en de drukkerij van Joh. Enschedé.

#### Uitgaven door Van Royen voor de Zilverdistel
- Zilverdistelboeken uitgegeven en in bewerking, MCMX-MCMXIV. 1915.
- J.F. van Royen en P.N. van Eyck, Over boekkunst en de Zilverdistel, juni 1916.[4]
- Die Gedichte von Friedrich von Hardenberg genannt Novalis. 1915.
- J.H. Leopold, Cheops. 1916.
- Percy Bysshe Shelley, Prometheus unbound: a lyrical drama in four acts. 1917.
- Een boecxken gemaket van Suster Bertken die LVII jaren besloten heeft gheseten tot Utrecht in dye Buerkercke. 1918.
- Willem Kloos, Verzen uit de jaren 1880-1890. 1919.

### Lettertypen

#### Zilvertype (1915)
In 1915 liet hij de letter Zilvertype ontwerpen. De ontwerper ervan was S.H. de Roos.

#### Disteltype (1916)
In 1916 liet hij de letter Disteltype ontwerpen. De ontwerper ervan was Lucien Pissarro.

### Kunera Pers (1922-1942)

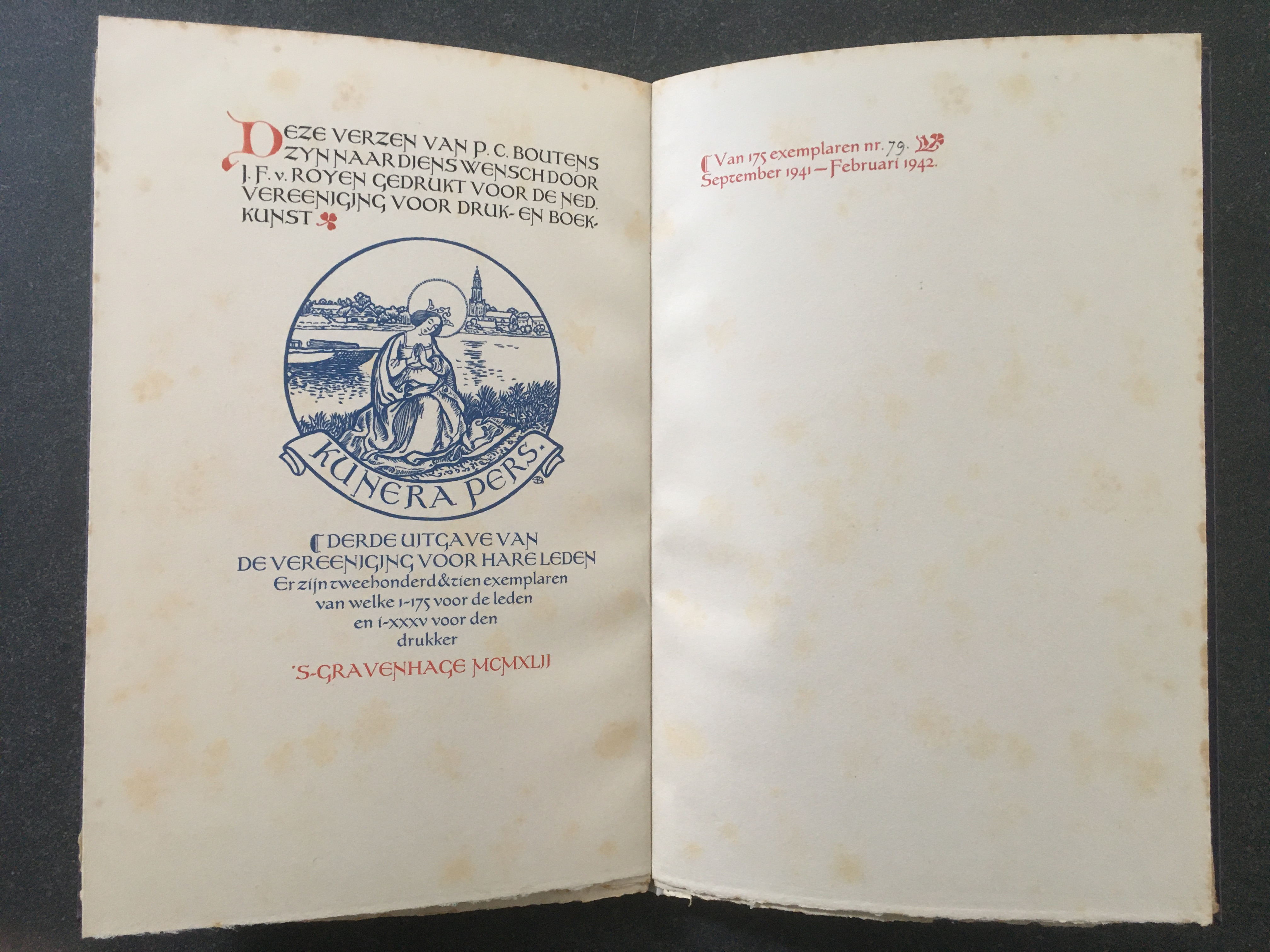
Boutens, P.C., In den Keerkring, Kunera Pers, 1942

De laatste uitgave van De Zilverdistel drukte Van Royen in 1919. Daarna begon hij zijn eigen handdrukpers die hij de Kunera Pers doopte, naar de heilige Cunera van Rhenen. Een soort van beginselverklaring en historie van het ontstaan van de pers legde Van Royen uit in de aankondiging van verschijnen van diens eerste uitgave (gedateerd september 1923), Oostersch. Hij verklaarde daarbij dat de tijd van De Zilverdistel voorbij was, een pers waarvan hij overigens slechts een van de medewerkers was en dus niet alles alleen kon bepalen, en dat "De tijd bracht een nieuwen drang en andere gedachten", die uitmondden in de Kunera Pers. Hij ging daarbij in op de legende van Kunera en merkte over haar (en de pers) op: "Een veelvoudige harmonie, zeldzaam in de dingen buiten ons, maar levenseisch voor alles wat ons blijvend boeien zal. Een harmonie, gelijk die in de boekkunst ook, opgroeiende uit inhoud, vormgeving & geesteshouding de eenige rechtvaardiging voor hare werken is & 't offerrijke drukken tot een doorgang naar bevrijding en verheffing maakt. Zoo werd mij de naam van Kunera symbool voor het werk van mijn pers en neem ik haar lieflijke gestalte in mijn boeken op". Hij refereert tevens aan een "oud boekje" waarin die legende wordt verhaald en "dat ook een houtsnede bevat, voorstellende Kunera voor een venster: zij is een lieflijk princesje tusschen de twee die haar vermoordden, een kleine kroon op het hoofd tegen den achtergrond van haar heiligenschijn, die blank en groot is als de maan". Een afbeelding van Kunera aan het water met op de achtergrond de kerk van Rhenen, ontworpen door Lucien Pissarro op aanwijzingen van Van Royen, is in het colofon van de uitgaven opgenomen.
De eerste uitgave betrof dus Leopolds Oostersch die in 1924 gereed kwam (hoewel de uitgave het jaartal 1922 draagt; ook latere uitgaven zouden geantedateerd blijken). De laatste uitgave betrof er een van Boutens die juist voor zijn aanhouding en overlijden gereed kwam.

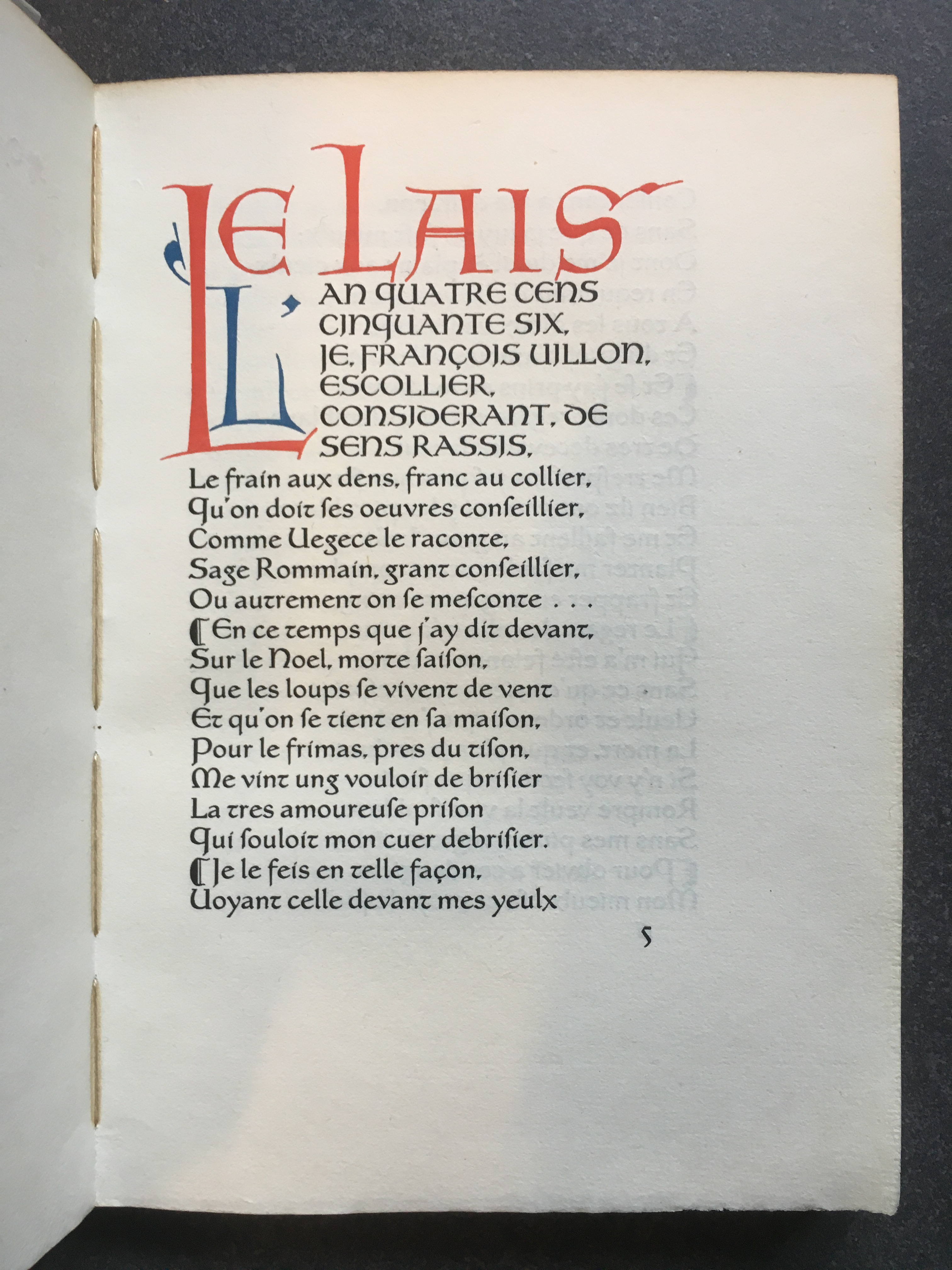
Œuvres de François Villon. Le lais, le testament et ses ballades. 's-Gravenhage, Kunera Pers, 1926

Boutens' uitgave kwam eigenlijk tussendoor want Van Royen was in 1941 begonnen met de plannen voor een uitgave van Karel ende Elegast waarvoor hij Dirk van Gelder (1907-1990) als illustrator aanzocht. Dat volgde op de oorspronkelijke plannen die P.N. van Eyck al in 1912 in De witte mier inzake De Zilverdistel had ontvouwd: de uitgave van een reeks Middeleeuwse teksten waarbij Karel ende Elegast expliciet genoemd wordt. In 1915 had Van Royen al plannen voor die uitgave op zijn eigen pers toen hij daarover in contact trad met de neerlandicus dr. Pieter Leendertz (1860-1936), gebaseerd op een incunabel in de Koninklijke Bibliotheek. Die plannen werden toen niet doorgezet maar in oktober 1941 werden die plannen opnieuw concreet toen Van Royen Van Gelder aanschreef voor de illustratie bij de uitgave. Het Van Royen-archief bevat al aanzetten tot deze uitgave maar door het overlijden van Van Royen is deze uitgave er nooit gekomen.

#### Uitgaven door Van Royen voor de Kunera Pers
- J.H. Leopold, Oostersch. Verzen naar Perzische en Arabische dichters. 1922 [=1924].
- François Villon, Œuvres. Le lais, le testament et ses ballades. 1926.
- Arthur van Schendel, Maneschyn. 1927 [=1928].
- Charles Péguy, La tapisserie de Notre Dame. 1913 [=1929].
- P.C. Boutens, In den keerkring. Zeven gedichten. 1941 [=1942; uitgave van de Nederlandsche Vereeniging voor Druk- en Boekkunst, gedrukt door de Kunera Pers].

## Naleven
In het jaar van zijn overlijden deed Van Royens vriend S.H. de Roos een In memoriam verschijnen. Tijdens de Tweede Wereldoorlog had zijn collega bij de Zilverdistel P.N. van Eyck het gedicht Broeder Bernard geschreven; na de oorlog deed Van Eyck het drukken, opgedragen aan Henri Friedlaender, en in opdracht van A.A.M. Stols gedrukt als eerbetoon aan Van Royen. In dat gedicht figureert ook de pers van Van Royen, en met name diens uitgave Een boecxken gemaket van Suster Bertken die LVII jaren besloten heeft gheseten tot Utrecht in dye Buerkercke. In het laatstgenoemde jaar verscheen ook het gedenkschrift van G.H. 's-Gravesande, met de herinneringen van Kempers, en een jaar later de uitgebreide biografie van Hammacher.

### Drukpers en archief
Drukpers en archief van de persen/Van Royen kwamen na de oorlog in het Museum van het Boek terecht waar de pers in de zomer van 1964 in het koetshuis werd geplaatst.
Niet alle brieven en bijvoorbeeld opdrachtexemplaren uit het bezit van Van Royen belandden in het museum. Delen van zijn nalatenschap werden bijvoorbeeld geveild bij Bubb Kuyper Veilingen.

### Brievenpublicaties
Dankzij het aan het Museum Meermanno overgedragen archief konden diverse publicaties verschijnen waarin gebruikt werd gemaakt van de overgeleverde brieven. Dit geldt met name de twee uitgaven over de in zijn opdracht ontworpen lettertypen. Maar daarnaast kon worden geschreven over "een onvoltooide uitgave van de Kunera Pers" (2005), over de uitgave In den keerkring. Zeven gedichten (2007), volgde de publicatie van brieven van de bibliofiel Emile van der Borch van Verwolde aan Van Royen (2013) en konden de brieven van J.H. Leopold aan Van Royen worden gepubliceerd over de totstandkoming van Oostersch (2018).

## Waardering

### A.A.M. Stols (1935)
In 1935 deed de uitgever A.A.M. Stols (1900-1973) een uitgave verschijnen met de titel Het schoone boek in de reeks De toegepaste kunsten in Nederland.G.H. Pannekoek Jr. De herleving van Nederlandsche Boekdrukkunst sedert 1910, Boosten & Stols, Maastricht, 1925 Hij schetst daarin de ontwikkeling van de boekdrukkunst, met een nadruk op die van het moderne boek na William Morris. Hij wijst meteen al op de invloed van Van Royen door zijn artikelen in het vanaf 1912 verschenen tijdschrift De witte mier. Vervolgens wijst Stols op het belang van Van Royen als medewerker, later enig drukker van De Zilverdistel, als co-auteur van het 'program' Over boekkunst en als opdrachtgever van de twee lettertypes. Van veel van de door Van Royen gedrukte uitgaven zijn afbeeldingen opgenomen. Hij rekent de drukker tot de belangrijkste personen die bijgedragen hebben aan het "cachet" van de Nederlandse, moderne boekdrukkunst.

### S.H. de Roos (1942)
S.H. de Roos (1877-1962), die uiteraard Van Royen goed gekend had, mede vanwege de opdracht tot het ontwerpen van een lettertype, wijst in zijn In memoriam uit 1942 in de eerste plaats op de vele activiteiten waarbij de overledene betrokken was, zowel op professioneel (PTT) als op bestuurlijk vlak. Maar hij geeft ook meteen het belang van het in De witte mier gepubliceerde artikel, en noemt het "dat kleine, door J. Greshoff zoo militant geredigeerde bibliophielen-tijdschrift". Inzake de PTT geeft hij het belang aan dat de algemeen secretaris had door het aantrekken van vele, gerenommeerde kunstenaars voor onder andere de uitgegeven postzegels. Ook hij wijst op het belang van Van Royen voor De Zilverdistel en de twee ontworpen lettertypen. Hij schrijft over hem: "blijft zijn naam levend als meester-drukker, die den vakman, in een uiteraard beperkt aantal voortreffelijke drukken, een lichtend voorbeeld heeft gesteld".

### G.H. 's-Gravesande (1946)
Hoewel G.H. 's-Gravesande (1882-1965) ook wijst op het belang van Van Royen voor de PTT, ligt volgens hem diens grote verdienste vooral in zijn werk als boekdrukker. Hij geeft, met verwijzing naar Van Eyck, tevens aan dat het ambacht van zelf boekdrukken op een eigen handdrukpers in plaats van het opdracht geven tot boekdrukken bij commerciële drukkerijen tot de beste resultaten leidde en het eerder door Van Royen zelf geschetste ideaal benaderde. Dat betekent voor 's-Gravesande ook dat de betekenis vooral ligt bij de uitgaven van de Kunera Pers waarbij hij van zijn eigen letters gebruik kon maken, en zelf de initialen sneed. Voorts geeft hij het belang aan van de verdiensten voor de Vereeniging Joan Blaeu, aan welker oprichting op 1 juni 1916 hij aan de basis stond; bovendien kwam dit tot uitdrukking bij de eerste uitgave, uit 1919, van Nieuwjaarsdag van Jacobus van Looy. Ook wijst 's-Gravesande op zijn belang als mede-oprichter in 1941 van de Nederlandsche vereeniging voor druk- en boekkunst en als voorzitter van de Nederlandse Organisatie van Kunstenaars. Tot slot geeft hij het woord aan Bernet Kempers om zijn karakter te schetsen zoals Kempers dat ondervonden heeft in de laatste maanden in het Amersfoortse kamp.

### A.M. Hammacher (1947)
Bram Hammacher (1897-2002) heeft de grote verdienste gehad om al snel na het overlijden van Van Royen een bijna tweehonderd pagina's tellende biografie te schrijven die mede is gebaseerd op veel beschikbaar materiaal in de vorm van brieven en archieven, en op basis van directe getuigenissen van familie en vrienden. Dat resulteerde vooral in een uitvoerige biografie van zijn jeugd en de beschrijving van zijn familiale achtergrond.

### M.R. Radermacher Schorer (1951)
Jhr. dr. René Radermacher Schorer (1888-1956) vermeldt Van Royen in zijn Bijdrage tot de geschiedenis van de renaissance der Nederlandse boekdrukkunst. Hij noemt hem vanwege zijn belangrijke betrokkenheid bij de private presses van de Zilverdistel en de Kunera Pers en de opdracht tot het vervaardigen van de twee lettertypes. Maar voorts geeft hij aan: "Ook voor de Nederlandse ambachts- en nijverheidskunsten en de drukkunst in het bijzonder, heeft J.F. van Royen uitzonderlijke verdiensten gehad". En even later: "Ook heeft Van Royen niet zonder succes de strijd aangebonden tegen het slecht verzorgde drukwerk van de Staat" en wijst hij op diens verdiensten voor de PTT en de opdrachten die hij gaf aan kunstenaars voor de vervaardiging van bijvoorbeeld postzegels.

### Mathieu Lommen (1991)
Lommen noemt Van Royen, in navolging van Ovink, een van de grote vijf die van betekenis zijn geweest voor de moderne Nederlandse boekdrukkunst. Maar hij wijst vooral op de verschillen tussen die grote vijf, ook door aan te geven dat zij nooit als een team hebben opgetreden, ook al waren er onderlinge verbanden. Hij wijst onder andere op de invloed van Van Royen door zijn artikel 'De typographie van 's Rijks drukwerk' in De witte mier uit 1912, en het 'pamflet' Over boekkunst en De Zilverdistel dat in 1916 bij zijn eigen Zilverdistel-pers verscheen. Ook Lommen wijst op de betekenis van Van Royen voor het staatsdrukwerk, en als opdrachtgever voor de twee lettertypes. Lommen geeft echter ook aandacht aan de kritiek die op diens werk werd geleverd, met name door Jan van Krimpen.

### Het ideale boek(2010)
Ter gelegenheid van het 100-jarig bestaan van de private press in Nederland verscheen Het ideale boek, begeleid door een tentoonstelling in Museum Meermanno. Het boek is vooral beschrijvend van aard. Het beginpunt is de oprichting van De Zilverdistel in 1910. Wanneer en hoe Van Royen hierbij betrokken raakte, wordt uitvoerig beschreven, mede op basis van het archief-Van Royen dat zich in genoemd museum bevindt. De uitgave onderstreept dat het Van Royen was die streefde naar 'Het ideale boek' en wat dat voor hem betekende, vooral tot uitdrukking komend in de uitgaven van zijn eigen Kunera Pers. Aan De Zilverdistel onder Van Royen en de Kunera Pers worden afzonderlijke hoofdstukken gewijd, hetgeen het belang van hem voor de moderne Nederlandse boekgeschiedenis onderstreept. Bovendien bevat het werk vele illustraties met het werk van Van Royen.
- Bibliothèque nationale de France: cb13476898x (data)
- Biografisch Portaal: 50195157
- Gemeinsame Normdatei: 107330520
- International Standard Name Identifier: 0000 0001 1468 6478
- Nederlandse Thesaurus van Auteursnamen: 069970688
- RKD-Nederlands Instituut voor Kunstgeschiedenis: 94331
- Système universitaire de documentation: 236054341
- Virtual International Authority File: 19828195
- WorldCat: E39PBJyGXvqKXbjryJmxWvHHmd